# كلية الطب البيطري (تكريت)
كلية الطب البيطري هي إحدى كليات جامعة تكريت وهي الثالثة عشر ضمن ترتيب تأسيس كليات الجامعة، تقع الكلية ضمن المجمع الرئيسي للجامعة والذي يقع في مدينة تكريت وتتكون من بناية واحدة يتبعها بناية البيت الحيواني والمكتب الاستشاري البيطري.

## نشأة الكلية
تأسست كلية الطب البيطري عام 2006, فهي تأتي بالمركز الثالث عشر من بين أكثر من عشرون كلية تضمها جامعة تكريت. بدأت الكلية بفروع الطب الباطني والتشريح والصحة العامة، ومختبرات متواضعة في حين بلغ عدد طلاب الدفعة الأولى 35 طالب. شهدت الكلية كباقي كليات الجامعة تطورا ملحوظا على جميع المستويات فازدادت الفروع وتطورت المختبرات وصاحب ذلك زيادة أعداد الطلاب.
استطاعت الكلية من تخريج ثمانية دورات، حصل الطلبة على شهادة البكالوريوس في الطب والجراحة البيطرية مما يؤهلهم للعمل في المؤسسات العراقية والدولية المتخصصة بالشؤون البيطرية والزراعية.

## فروع الكلية
تتكون الكلية من ستة فروع علمية في كافة التخصصات البيطرية وهي كما يلي:
1. التشريح والأنسجة والأجنة: تأسس فرع التشريح عام 2006 , فهو يعنى بتدريس مواد التشريح للمرحلتين الأولى والثانية، كما يعنى بتدريس مادة الأجنة للمرحلة الأولى، اما مادة الأنسجة فتدرس في المرحلة الثانية وأن جميع المواد تدرس من الناحيتين النظرية والعملة. لقد وفرت الكلية المستلزمات الضرورية والأساسية من كتب واجهزة علمية تمكن الطالب من تلقي العلوم بجدارة تامة تمكنه من القيام بعمله بكفاءة عالية. يبلغ عدد التدريسين لفرع التشريح والأنسجة خمسة باختصاصات مختلفة.
2.الطب الباطني والجراحة والتوليد: يقوم الفرع بتدريس مادة التشخيصات المرضية والطب الباطني والأمراض المعدية والمشتركة والتطبيق البيطري والجراحة والخصوبة والأمراض التناسلية لطلبة السنة الثالثة والطب الباطني والتطبيق البيطري والجراحة والتوليد لطلبة السنة الخامسة.وفي النية استحداث فرعين جديدين هما الجراحة والتوليد البيطري والعلوم الأساسية.
3.الفسلجة والأدوية والكيمياء الحياتية: يعد فرع الفسلجة والأدوية والكيمياء أحد الفروع المهمة في كلية الطب البيطري للدراسات ما قبل السريرية، اذ يقوم بتدريس مادة الفسلجة (علم وظائف الأعضاء) والكيمياء الحياتية لتهيأة الطلبة لدراسة علم الأمراض والطب الباطني والأمراض المعدية لارتباطهما بعلم وظائف الأعضاء والتفاعلات الكيموحيوية في الحالات الطبيعية بدأ بالخلية والأنسجة والأعضاء لما لذلك من تداخلات وثيقة فيما بينهما بجسم الكائن الحي. كما يقوم الفرع بتدريس مادة الأدوية وكيفية وصف واستخدام الدواء للحيوان.
4.الأمراض وامراض الدواجن والاسماك: تأسس فرع الأمراض في كلية الطب البيطري/ جامعة تكريت مع تأسيس الكلية وذلك عام 2006 وهو يعنى بمتابعة علم الأمراض البيطرية من الناحيتين النظرية والعملية والوقوف على مختلف التغيرات المرضية التي تطرأ في جسم الحيوان ومنها الأمراض التي قد تنتقل إلى الإنسان. حيث يقوم بتدريس المفاهيم الأساسية لمواد الأمراض لطلبة المرحلة الثالثة وأمراض الدواجن لطلبة المرحلة الرابعة وأمراض الأسماك ومادة التشريح المرضي والطب العدلي ومادة السلوك المهني لطلبة المرحلة الخامسة. وقد تشكل كادر فرع الأمراض في الكلية من رئيس فرع ومقرر ومعيد، ثم تنامى الكادر شيئاً فشيئاً حتى أصبح عام 2011 يضم ستة تدريسيين من حملة شهادة الماجستير في اختصاصات الأمراض، أمراض دواجن وأمراض الأسماك إضافة إلى اثنين من الفنيين.
5.الأحياء المجهرية: تأسس فرع الأحياء المجهرية عام 2006 , وهو يعنى بتهيئة كادر متخصص في مجال الطب البيطري وفق المعايير العالمية والريادة في التعليم البيطري والبحث العلمي لتشخيص وعلاج أهم الأمراض البيطرية التي تصيب الحيوانات وخاصة الأمراض الشائعة في العراق. وكذلك معني برفد الطلبة بأساسيات علم الأحياء المجهرية متضمنة الجراثيم والفيروسات والفطريات والطفيليات وعلم المناعة.
6.الصحة العامة: تأسس فرع الصحة العامة عام 2006, وهو معني بعلوم إدارة الحيوان والحاسوب وإدارة الدواجن والتغذية والوراثة والإحصاء والصحة العامة البيطرية. كما ويقوم بالمساهمة في خدمة المجتمع من خلال الاستشارات في جميع جوانب الإنتاج الحيواني ومجازر الحيوانات الكبيرة والدواجن. ويعمل الكادر التدريسي مع جميع الفروع الأخرى على تدريس وتأهيل الطلبة ليكونوا مؤهلين لحمل شهادة البكالوريوس في الطب والجراحة البيطرية. وفق المعايير العالمية والريادة في التعليم البيطري والبحث العلمي لضمان صحة الحيوان وتنمية الثروة الحيوانية مع بيئة أنظف. يضم فرع الصحة العامة ثمانية تدريسين، ثلاثة منهم من حملة الدكتوراه وخمسة من حملة الماجستير باختصاصات مختلفة إضافة إلى اثنين من الفنيين من حملة البكالوريوس.

## نظام الدراسة في الكلية
تقبل الكلية الطلبة خريجي الدراسة الاعدادية/الفرع العلمين من كلا الجنسين، وبتراوح معدل القبول بين 80% إلى 88% حسب معدلات القبول المركزي الصادرة من وزارة التعليم العالي والبحث العلمي
تسير الدراسة في الكلية ضمن نظام الكورسات، الوحدة الاساسية في هذا النظام هي الساعة الدراسية. وهي تعادل محاضرة نظرية مدتها ساعة واحدة أو محاضرة عملية مدتها من ساعة إلى ثلاث ساعات. 
مدة الدراسة بالكلية لنيل درجة البكالوريوس في الطب والجراحة البيطرية هي خمس سنوات جامعية تمثل خمس مستويات ويتكون كل مستوى من فصلين دراسيين منفصلين مدة كل منهما 15 اسبوعا.يتبعها امتحانات شفهية وتحريرية وتطبيقية لكل فصل دراسي على حدة.
لغة الدراسة هي اللغة الإنكليزية باستثناء بعض المقررات.
افتتحت الكلية دراساتها العليا عام 2017، حيث يتم في الكلية دراسة الماجستير في تخصص التشخيصات المرضية.

## بناية الكلية
تتكون الكلية من بناية واحدة تقع داخل المجمع الرئيسي لجامعة تكريت، وتحتوي البناية على القسم الإداري للكلية والذي يضم عمادة الكلية والشعب والوحدات الادارية، والقاعات الدراسية الخاصة بالدراستين الاولية والعليا، والمختبرات العلمية الخاصة بالدراسة والابحاث.
يتبع الكلية بناية البيت الحيواني والمكتب الاستشاري البيطري.

### البيت الحيواني
افتتح البيت الحيواني عام 2017 ويقدم خدماته للباحثين من خلال توفير الحيوانات المختبرية بكافة انواعها للشراء والإيواء وتوفير الخدمات المختبرية لكافة الابحاث العلمية، ويضم مختبر تقطيع نسيجي متقدم يحتوي على احدث الاجهزة ومختبر ابحاث متطور وجهز بكافة المستلزمات، كما يحتوي على مختبر للجراحة والتوليد وغرفتين لتربية الحيوانات المختبرية وقاعة دراسية للطلبة وحقل لتربية الدواجن وحقل لتربية الاغنام وحقل لتربية الابقار وارض زراعية لزراعة الاعلاف الخاصة بالحيوانات.

### المكتب الاستشاري البيطري
يقع المكتب الاستشاري البيطري داخل البيت الحيواني ويقدم خدماته البيطرية والعلاجية للباحثين ومربي الحيوانات بكافة شرائحهم من خلال إجراء العمليات الجراحية المختلفة والخدمات التشخيصية واعداد برامج التغذية والتسمين والتلقيح للحيوانات المختلفة وفحص الاغذية ذات المنشأ الحيواني كاللحوم والحليب.

## خدمات المجتمع
تقدم كلية الطب البيطري خدماتها لمجتمع محافظة صلاح الدين بصورة عامة ومدينة تكريت والمناطق المحيطة بصورة خاصة من خلال الحملات العلاجية الطلابية في القرى والمناطق الزراعية من خلال تقديم الاستشارات الطبية واجراء العمليات الجراحية وعلاج الحالات المرضية بأنواعها، كذلك تقديم الخدمات العلاجية للقوات الامنية، وتدريب الطلبة والباحثين على احدث الاجراءات البيطرية من خلال إجراء الدورات العلمية وورشات العمل التي تستقطب الباحثين والمهتمين في هذا المجال، كذلك تقوم الكلية بعدد من النشاطات الإنسانية والتوعوية والتربوية للتوعية ببعض المشاكل كالامراض الانتقالية بين الإنسان والحيوان وعدد من الامور ذات الشأن.

## وصلات خارجية
جامعة تكريت